# الكلية الملكية لطب الطوارئ
الكليّة الملكية لطب الطوارئ (اختصارًا RCEM) هي هيئة مهنيّة مستقلّة لأطباء الطوارئ في المملكة المتحدة، تنص على معايير التمرين وإدارة الفحوص لطب الطوارئ وراعية هذه الكليّة هي الأميرة الملكيّة.

## تاريخها
تأسست الكليّة بعد منحها الامتياز المَلَكيّ في عام 2008 ولكن على الرغم من ذلك فإن تاريخ منظمتَيها كليّة الحوادث وطب الطوارئ والجمعية البريطانية لطب الطوارئ يعودان إلى عامَي 1993 و1967.
الجمعية الأولى في المملكة المتحدة
كما كان عادةً فإن ممارسات المستشفيات البريطانية كانت تقتضي وجود أقسام للطوارئ حيث كانت دائماً ممتلئة ومُدارة من قبل أطباء غير استشاريين بخلفيات في علم الجراحة، كان أول طبيب بريطانيّ تم تعيينه كـ"جرّاح استشاري مسؤول عن قسم الطوارئ وغرف الاستقبال" هو موريس إيليس الذي تم تعيينه في المستشفى الحكومي بمدينة ليدز في عام 1952 وكان قد مر نحو خمسة عشر عاماً قبل مجيء شخصية متميزّة كهذه، تولى إيليس رئاسة جمعية جرّاحي الطوارئ (CSA) التي أُنشِئت في الثاني عشر من أكتوبر عام 1967 في قاعة BMA بالعاصمة لندن ( قبل عام من إنشاء الكليّة الأمريكية لطب الطوارئ بالولايات المتحدة الأمريكية)، تطوّر هذا التخصص خلال سنوات عدّة وذلك مع بدء الاختبار الأول في المملكة المتحدة لطب الطوارئ عام 1983 تحت رعاية جمعية جرّاحي الطوارئ، تبنّت الجمعية مجلة الحوادث البريطانية ومجلّة طب الطوارئ وأرشيف طب الطوارئ في عام 1985.
غيّرت جمعية جرّاحي الطوارئ مسمّاها إلى الجمعية البريطانية للحوادث وطب الطوارئ (BAEM)  في عام 1990 وقد ساعدت في تأسيس الفيدرالية الدولية لطب الطوارئ في عام 1991 إلى جانب جامعات أمريكية وكندية وأسترالية، أُعيد تسمية الجمعية البريطانية للحوادث وطب الطوارئ (BEAM) مرة أخرى في عام 2004 ليصبح الجمعية البريطانية لطب الطوارئ مع الحفاظ على الحروف الأولية ذاتها.
كُليّة ما بين الكُليّات
افتتحت كليّة طب الحوادث والطوارئ (FAEM) في الثاني من نوفمبر عام 1993 مع ست كليات رئيسية وهي: كليّة الجراحين الملكية وكليّة الأطباء الملكيّة وكليّة الأطباء الملكيّة بأدنبرة وكليّة الجراحين الملكيّة بأدنبرة وكليّة الأطباء والجراحين في جلاسكو والكليّة الملكية لأطباء التخدير، كان ذلك مصحوباً بمسائل التطوير الأكاديمي والتدريبي بينما كان للجمعية البريطانية لطب الطوارئ مسؤولية المسائل المهنية والطبيّة.
الدمج
في أواخر عام 2005 توصّلت كلية ما بين الكليات والجمعية البريطانية لطب الطوارئ إلى اتفاق لدمج المؤسستين وإنشاء كليّة ملكيّة طبية جديدة، تمت إعادة تسمية الكلية إلى كلية طب الطوارئ (CEM) ابتداءاً من مطلع شهر يناير عام 2006 وذلك ما جعلها مستقلة عن كليّاتها الرئيسية وقد تم نقل موقعها ليكون في شارع تشرشل بالعاصمة لندن (المقر الرئيسي للكليّة الملكيّة لأطباء التخدير والجمعية البريطانية للحوادث وطب الطوارئ (BEAM) ) في التاسع والعشرين من أغسطس عام 2006، وقامت الجمعيتان بالدمج رسمياً في فبراير عام 2008 حيث حملت المنظمة الجديدة اسم "كليّة طب الطوارئ"، حدث ذلك بعد منحها الامتياز الملكيّ الذي يُكسبها صفة قانونية وفي فبراير عام 2012 انتقلت الكليّة إلى ملكية جديدة في مباني بريمز (7-9) بالعاصمة لندن.
كان الطبيب كليفورد مان قد ترأس الكلية من عام 2013 وحتى 2016 وعُرف بكونه منتقدًا لاذعاً لقانون الرعاية الصحية والاجتماعية لحكومة التحالف في عام 2012؛ حيث لامها قائلًا عنها "شلل في اتخاذ القرارات" وترك البلاد في حالة من العجز عن توفير 375 طبيب طوارئ.
الكليّة الملكيّة
مُنحَت الكليّة الإذن لاستعمال كلمة "ملكيّة" في لقبها في شهر يناير عام 2012 إلى وقتنا الراهن.
نشرت الكلية في يوليو عام 2017 تقريراً يفيد بأن وزارة الصحة البريطانية تحتاج إلى نحو 5,000 سرير لتحقيق مستويات مُطمئنة لشغل الأسرّة والوصول إلى الأربع ساعات الهدف في أقسام الطوارئ.

## دور الكلُيّة
تنص الكليّة على معايير التمرين وإدارة الفحوص لأطباء الطوارئ، وهي أيضاً تقوم بتنظيم الاجتماعات العلميّة السنويّة واجتماعات التطوير المهني المُتلاحق لكافة أعضائها.
نشرت الكلية في نوفمبر عام 2021 تقريراً بيّنت فيه أن الضغط الناجم عن جائحة كوفيد-19 التي أصابت المملكة المتحدة قد أدّت إلى وفاة أكثر من 4,500 شخصي في عامَيْ 2020-2021 نتيجة لتكدّس أقسام الطوارئ أو البقاء فيها لمدة تتجاوز الإثنا عشر ساعة.

## الامتحانات
تحدد الكُلية المؤهلات التي يتم منحها عن طريق الامتحانات التي تؤهل حيازة شهادة إنهاء التدريب في تدريب طب الطوارئ بالمملكة المتحدة وزمالة الكليّة الملكيّة لطب الطوارئ (FRCEM)، يستطيع الأطباء الذين أنهوا هذا البرنامج التدريبي التقدّم لامتحان الزمالة وعند اتمامهم له يصبحون زملاء في الكلُيّة وربما يُرشحوّن من قبل الكُليّة لشهادة إتمام البرنامج التدريبي لطب الطوارئ.
تاريخ الامتحانات
كان التقدّم الأول لامتحان الكلية لزمالة طب الحوادث والطوارئ (FFAEM) الذي كان في شهر أكتوبر عام 1996 وهو المُعادل لامتحان زمالة الكليّة الملكيّة لطب الطوارئ الحاليّ، قدمت الكلية في عام 2003 امتحاناً تمهيديًّا وهو الآن المسار المُفضل لتدريب المسجل المتخصص وذلك للحصول على عضوية في كليّة طب الحوادث والطوارئ (MFAEM).
تمت إعادة تسمية كل من الامتحانَيْن في عام 2006 وذلك ضمن خطة لتكوين الكلُيّة بـ زمالة كليّة طب الطوارئ (FCEM) وعضوية كليّة طب الطوارئ (MCEM) بالتتابع، تم تحديث ألقابهما أيضاً في عام 2015 عندما تحصّلت الكلُية على الامتياز الملكيّ وذلك حيث أصبحت زمالة الكليّة الملكيّة لطب الطوارئ (MRCEM) والعضوية الأعلى للكليّة الملكيّة لطب الطوارئ (FRCEM) تباعاً.
جرت تغييرات أخرى في أغسطس عام 2016 في المناهج الدراسيّة أدّت إلى دمج الامتحانين إلى امتحان العضوية الأعلى للكليّة الملكيّة لطب الطوارئ (FRCEM) الذي تم تقسيمه إلى ثلاثة أقسام: الامتحان الأوليّ لـ(FRCEM) وامتحان الشهادة المتوسطة لـ(FRCEM) وامتحان (FRCEM)  النهائيّ.
فضّلت مراجعة لاحقة في شهر يوليو عام 2021 إعادة تقسيم الامتحانات كما كانت في السابق وأن الامتحان الأوليّ لـ(FRCEM) وامتحان الشهادة المتوسطة لـ(FRCEM) قد أصبحا مُستهلكين وتم استبدالهما بامتحان زمالة الكليّة الملكيّة لطب الطوارئ (MRCEM) الذي استمر بشكل مؤقت كمؤهل للأطباء الذين لم ينخرطوا في برامج تدريبيّة رسميّة.